# Alpin skidåkning vid olympiska vinterspelen för ungdomar 2024
Alpin skidåkning vid olympiska vinterspelen för ungdomar 2024 arrangerades i High1 Resort i Jeongseon-gun i Sydkorea mellan den 21 och 26 januari 2024.

## Program
Alla tider är koreansk normaltid (UTC+9)
| Datum      | Tid         | Gren                  |
| ---------- | ----------- | --------------------- |
| 21 januari | 10:00       | Damernas super-G      |
| 21 januari | 12:00       | Herrarnas super-G     |
| 22 januari | 09:00 13:00 | Damernas kombination  |
| 22 januari | 10:20 14:15 | Herrarnas kombination |
| 23 januari | 10:00 12:45 | Damernas storslalom   |
| 24 januari | 10:00 12:45 | Herrarnas storslalom  |
| 25 januari | 09:30 13:45 | Damernas slalom       |
| 25 januari | 10:45 14:45 | Herrarnas slalom      |
| 26 januari | 11:00       | Mixat lag             |

## Medaljörer

### Herrar
| Gren                    | Guld                             | Guld    | Silver                           | Silver  | Brons                        | Brons   |
| Super-G Detaljer...     | Benno Brandis Tyskland           | 54,42   | Asaja Sturm Österrike            | 54,43   | Andrej Barnáš Slovakien      | 54,78   |
| Storslalom Detaljer...  | Nash Huot-Marchand Frankrike     | 1.34,37 | Zak Carrick-Smith Storbritannien | 1.35,30 | Florian Neumayer Österrike   | 1.35,37 |
| Slalom Detaljer...      | Zak Carrick-Smith Storbritannien | 1.38,61 | Elliot Westlund Sverige          | 1.38,66 | Nash Huot-Marchand Frankrike | 1.38,87 |
| Kombination Detaljer... | Zak Carrick-Smith Storbritannien | 1.49,46 | Alexander Ax Swartz Sverige      | 1.49,59 | Liam Liljenborg Sverige      | 1.50,30 |

### Damer
| Gren                    | Guld                      | Guld    | Silver                        | Silver  | Brons                    | Brons   |
| Super-G Detaljer...     | Camilla Vanni Italien     | 53,54   | Eva Schachner Österrike       | 53,61   | Shaienne Zehnder Schweiz | 53,75   |
| Storslalom Detaljer...  | Giorgia Collomb Italien   | 1.41,10 | Shaienne Zehnder Schweiz      | 1.41,21 | Astrid Hedin Sverige     | 1.42,13 |
| Slalom Detaljer...      | Maja Waroschitz Österrike | 1.37,49 | Charlotte Grandinger Tyskland | 1.38,08 | Giorgia Collomb Italien  | 1.38,46 |
| Kombination Detaljer... | Maja Waroschitz Österrike | 1.47,96 | Giorgia Collomb Italien       | 1.48,36 | Romy Ertl Tyskland       | 1.48,82 |

### Mixat
| Gren                             | Guld                                       | Silver                               | Brons                                |
| Parallellslalom, lag Detaljer... | Österrike Maja Waroschitz Florian Neumayer | Sverige Astrid Hedin Elliot Westlund | Finland Amélie Björkstén Altti Pyrrö |

## Medaljtabell
*   Värdland ( Sydkorea)
| Nr                  | Nation              | Guld | Silver | Brons | Totalt |
| ------------------- | ------------------- | ---- | ------ | ----- | ------ |
| 1                   | Österrike           | 3    | 2      | 1     | 6      |
| 2                   | Italien             | 2    | 1      | 1     | 4      |
| 3                   | Storbritannien      | 2    | 1      | 0     | 3      |
| 4                   | Tyskland            | 1    | 1      | 1     | 3      |
| 5                   | Frankrike           | 1    | 0      | 1     | 2      |
| 6                   | Sverige             | 0    | 3      | 2     | 5      |
| 7                   | Schweiz             | 0    | 1      | 1     | 2      |
| 8                   | Finland             | 0    | 0      | 1     | 1      |
| 8                   | Slovakien           | 0    | 0      | 1     | 1      |
| Totalt (9 nationer) | Totalt (9 nationer) | 9    | 9      | 9     | 27     |